# Северная сцена (театр)
Театр «Северная Сцена» — единственный профессиональный театр в Новом Уренгое и на Ямале. Театр расположен на базе КСЦ «Газодобытчик», являющегося частью ООО «Газпром добыча Уренгой». Зал театра рассчитан на 160 зрителей. В труппе театра — 16 актеров.

## История
Театр «Северная сцена» был создан директором КСЦ «Газодобытчик» Н. А. Шагровой в 1994 году, тогда, являясь театром для детей, он носил название «Кулиска».
В 2008 году театр был переименован и получил название «Северная сцена». В этом же году началась кампания по расширению репертуара и включению в него спектаклей для взрослой аудитории.

## Репертуар

### Спектакли для взрослых
- «Не все коту масленица» (по Н.Островскому, реж. Валерий Персиков)
- «Фро.ся» (по А.Платонову, реж. Е.Реховская)
- «Алые паруса» (А.Грин, реж. А.Щелкунов)
- «Остров Рикоту» (Н.Мошина, реж. Ю.Муравицкий)
- «Игры Подколесина» (по мотивам произведений Н. В. Гоголя, реж. Е.Реховская)
- «Пять вечеров» (А.Володин, реж. Т.Насиров)
- «Перикл» (У.Шекспир, реж. П. Зобнин)
- «…Чума на оба ваши дома!» (Г. Горин, реж. Ю. Пахомов)
- «Он, она, окно и…» (Р. Куни, реж. Ю. Пахомов)
- «Другой человек» (П. Гладилин, реж. Ю. Пахомов)

### Спектакли для детей
- «Волшебный дождик», «Золотой Цыпленок» (реж. Сергей Грязнов)
- «Любопытный Слоненок», «Золушка» (реж. Анатолий Тучков)
- «Жил-был Геракл» (реж. А. Гусаров)
- «Мишкины Шишки» (реж. К.Беркович)
- «Сказка про ёжика и Медвежонка» (реж. Е.Реховская)
- «Высоко в небе» (реж. Ги. Холланд)
- «Поезд в Африку» (реж. Т.Насиров)
- «У ковчега в восемь» (реж. М. Заец)
- «Повесть о первой любви» (реж. П. Стужкова)
- «Великая война Рикки-Тикки-Тави» (реж. Р. Родницкий)
- «Зоки и Бада» (реж. Н. Дручек)
- «Парашютисты» (реж. И. Шимич)
- «Путешествие по временам года» (реж. Е. Новикова)
- «Сказки на завалинке» (реж. О. Щелкунова)

## Фестиваль «Я-мал, привет!»
Ежегодно с 2004 года в стенах театра проводится сказочный театральный фестиваль «Я-мал, привет!»
На этот фестиваль ежегодно приглашаются коллективы театров России и зарубежья. Членами жюри являются дети.

## Координаты театра
629300, ЯНАО, город Новый Уренгой, пр. Ленинградский, 8 «Г»